# Celénderis
Celénderis (en griego, Κελένδερις) es el nombre de una antigua ciudad griega de Cilicia.
Mientras una tradición de la mitología griega indica que Celénderis había sido fundada por Sándoco, que había emigrado desde Siria, Pomponio Mela menciona que tanto Celénderis como Nágido eran colonias de Samos.
Según menciona Estrabón, contaba con un puerto. Estaba cerca de Melania y de Holmos.
Perteneció a la Liga de Delos puesto que como tal aparece en un decreto ateniense del 425/4 a. C. Se conservan monedas de plata de Celénderis fechadas a partir del siglo V a. C. con la inscripción «ΚΕΛ», «ΚΕΛΕΝ» o «ΚΕΛΕΝΔΕΡΙΤΙΚΟΝ».
En Celénderis, que estaba fortificada, se refugió el cónsul romano Pisón con sus tropas tras la muerte de Germánico en el año 19. Desde allí combatió a las tropas de Sencio, con quien se disputaba el control sobre el territorio de la provincia romana de Siria. Finalmente Pisón entregó las armas y a cambio se le concedieron naves y un salvoconducto para ir a Roma.